# Stigmella auxozona
Stigmella auxozona là một loài bướm đêm thuộc họ Nepticulidae. Nó được tìm thấy ở Java.